# Bruder Klaus (Diessenhofen)

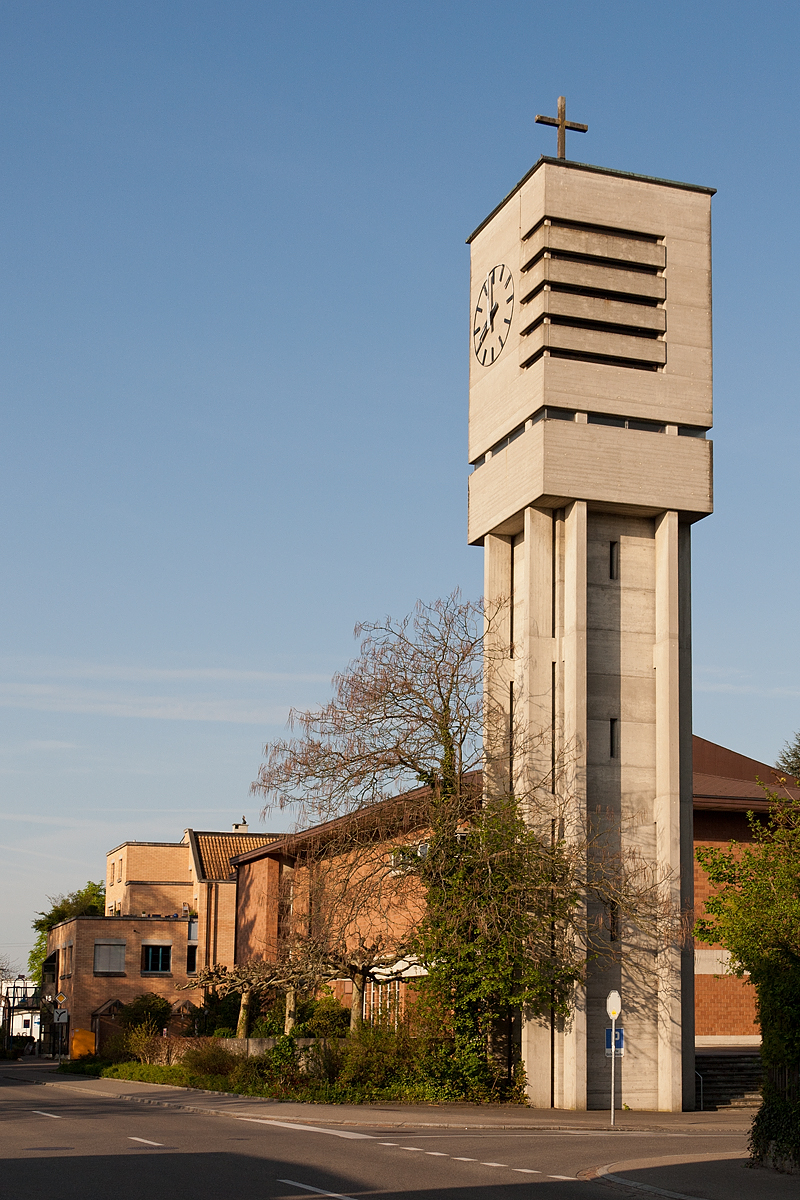
Kirche Bruder Klaus

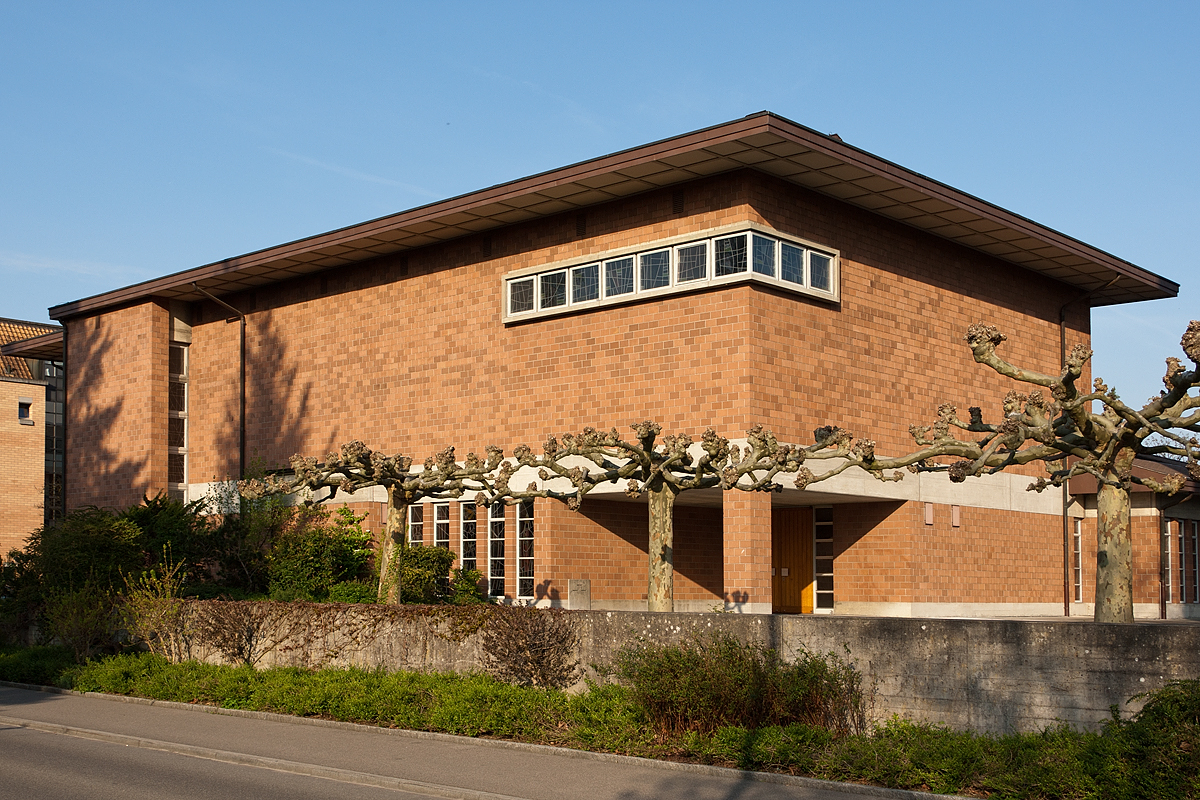
Ansicht von Nordost

Die Kirche Bruder Klaus ist die römisch-katholische Kirche von Diessenhofen im Kanton Thurgau. 

## Geschichte

### Vorgeschichte und Namensgebung
Die älteste Urkunde, die den Ort Diessenhofen als Deozincova erwähnt, stammt aus dem Jahr 757 und erwähnt eine Eigenkirche, welche ein Priester namens Lazarus zusammen mit dem Ort dem Abt St. Otmar und dem Kloster St. Gallen schenkte. Der Pfarrer von Diessenhofen rief im Jahr 1242 Beginen aus Winterthur für den Dienst an den Kranken nach Diessenhofen, worauf die Beginen das Kloster St. Katharinental gründeten und die Ordensregel des Hl. Dominikus annahmen.
Als 1460 die Zürcher und Unterwaldner den Thurgau eroberten, schützte der Hl. Nikolaus von Flüe die Pfarrkirche und das Kloster St. Katharinental vor der Brandschatzung. Aus diesem Grunde wählte Alfons Wehrli, der Pfarrer zur Zeit des Kirchbaus in den 1960er Jahren, Nikolaus von Flüe als Namenspatron der katholischen Kirche von Diessenhofen. Zweite Patrone wurden: Der Hl. Othmar, Abt von St. Gallen, dem im Jahr 757 die erste Kirche samt Diessenhofen vom Priester Lazarus geschenkt wurde, sowie der bisherige Kirchenpatron, der Hl. Dionysius von Paris (Saint Denis), der als Märtyrerbischof mit abgeschlagenem Haupt auch auf dem Kirchenfenster der katholischen Kirche zu sehen ist.
Infolge der Reformation und der Tatsache, dass die Diessenhofener sich in eine evangelische und katholische Gruppe spalteten, wurde die mittelalterliche Pfarrkirche St. Dionysius zur Simultankirche. Sie verblieb bis 1872 im Besitz der Bürgergemeinde und wurde danach Eigentum der beiden Kirchgemeinden. Beide Konfessionen waren zu gleichen Teilen für den Erhalt der Kirche zuständig; die Katholiken sorgten darüber hinaus für den Erhalt des Chores und der Sakristei, welche beide der alleinigen Benützung der Katholiken vorbehalten blieb. Als in den 1950er Jahren die Kirche saniert werden musste, stellte sich die Frage, ob das Simultanverhältnis aufrechterhalten werden sollte. Am 14. September 1956 fällte die katholische Kirchgemeinde den Beschluss, nach der Errichtung einer neuen katholischen Kirche die Simultankirche der evangelischen Kirchgemeinde zu überlassen. Erst 7 Jahre später, am 4. April 1963, unterzeichneten die evangelische und die katholische Kirchgemeinde einen Abtretungsvertrag der historischen Kirche Diessenhofens an die evangelische Kirchgemeinde.

### Entstehungs- und Baugeschichte
Nachdem Pfarrer Johann Müller bereits eine finanzielle Basis für den Bau einer neuen katholischen Kirche angelegt hatte, trug Pfarrer Alfons Wehrli als Bettelprediger in der ganzen Deutschschweiz einen grossen Teil der Baukosten zusammen. Am 3. Juli 1953 wurde eine Kirchenbaustiftung gegründet, welche am 16. Juli 1953 den Bauplatz an der Bahnhof-/Schulstrasse kaufte.
Nachdem ein Grossteil des benötigten Kapitals vorhanden war, wurde 1962 eine Baukommission eingesetzt. Am 28. Januar 1963 genehmigte die Kirchgemeinde das Bauprogramm, worauf ein Architekturwettbewerb durchgeführt wurde, den Karl Zöllig, Gossau SG für sich entscheiden konnte. Nach einer Überarbeitung des Projektes genehmigte die Kirchgemeindeversammlung am 19. März 1965 den Bau der Kirche.
Am Ostermontag, den 11. April 1966, fand die kirchliche Weihe des Bauplatzes durch Pfarrer und Dekan Alfons Wehrli statt, welcher zugleich den ersten Spatenstich ausführte. Am folgenden Tag wurde mit den Bauarbeiten nach den Plänen des Architekten Karl Zöllig begonnen.
Die Grundsteinlegung vollzog am 3. September 1966 am Fest von Papst Pius X. der Bischof von Basel und Lugano, Franziskus von Streng. Am 2. Juli 1967 wurden die Glocken durch den bischöflichen Kommissar Johann Haag geweiht. Am 3. Dezember 1967, dem 1. Adventssonntag, weihte Bischof Franziskus von Streng die Bruder-Klaus-Kirche ein.

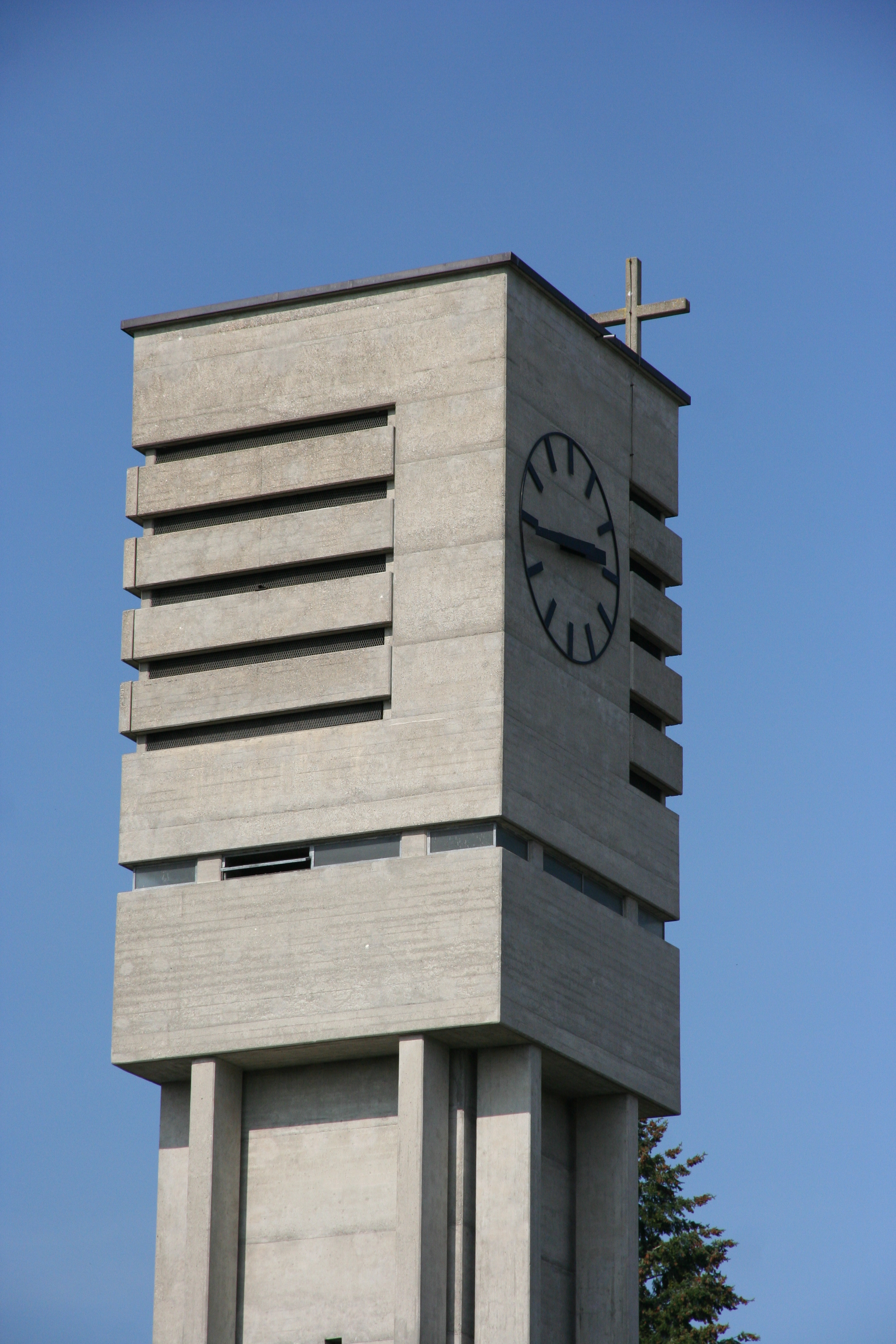
Glockenstube

## Baubeschreibung

### Äusseres und Glocken
Die Kirche befindet sich an der Ecke Bahnhof-/Schulstrasse. Das Ensemble besteht aus einem Pfarrhaus und einer Kirche, in deren Untergeschoss das Pfarreizentrum samt Saal mit 168 Plätzen eingebaut ist. Treppen führen zum Vorplatz und zu den beiden Kirchenportalen. Die Fassaden von Pfarrhaus und Kirche sind mit Naturbacksteinen aus der nahe gelegenen Ziegelei Paradies in Schlatt TG gestaltet, was dem Gebäude eine besondere Prägung verleiht. Das Flachdach sowie horizontal verlaufende Betonelemente verhindern, dass die an sich stattliche Kirche monumental wirkt.
An der nordöstlichen Ecke des Areals erhebt sich der freistehende Kirchturm, der ein fünfstimmiges Geläute in der Tonfolge cis' – e' – gis' – h' – cis'' birgt. Gegossen wurde es von Emil Eschmann in Rickenbach TG am 27. April 1966. Indem die Schallöffnungen am Betonturm mit Holz verkleidet sind, wird die Klangmischung des Geläuts verbessert. Die Glocken sind auf diejenigen der evangelischen Kirche St. Dionysius abgestimmt.

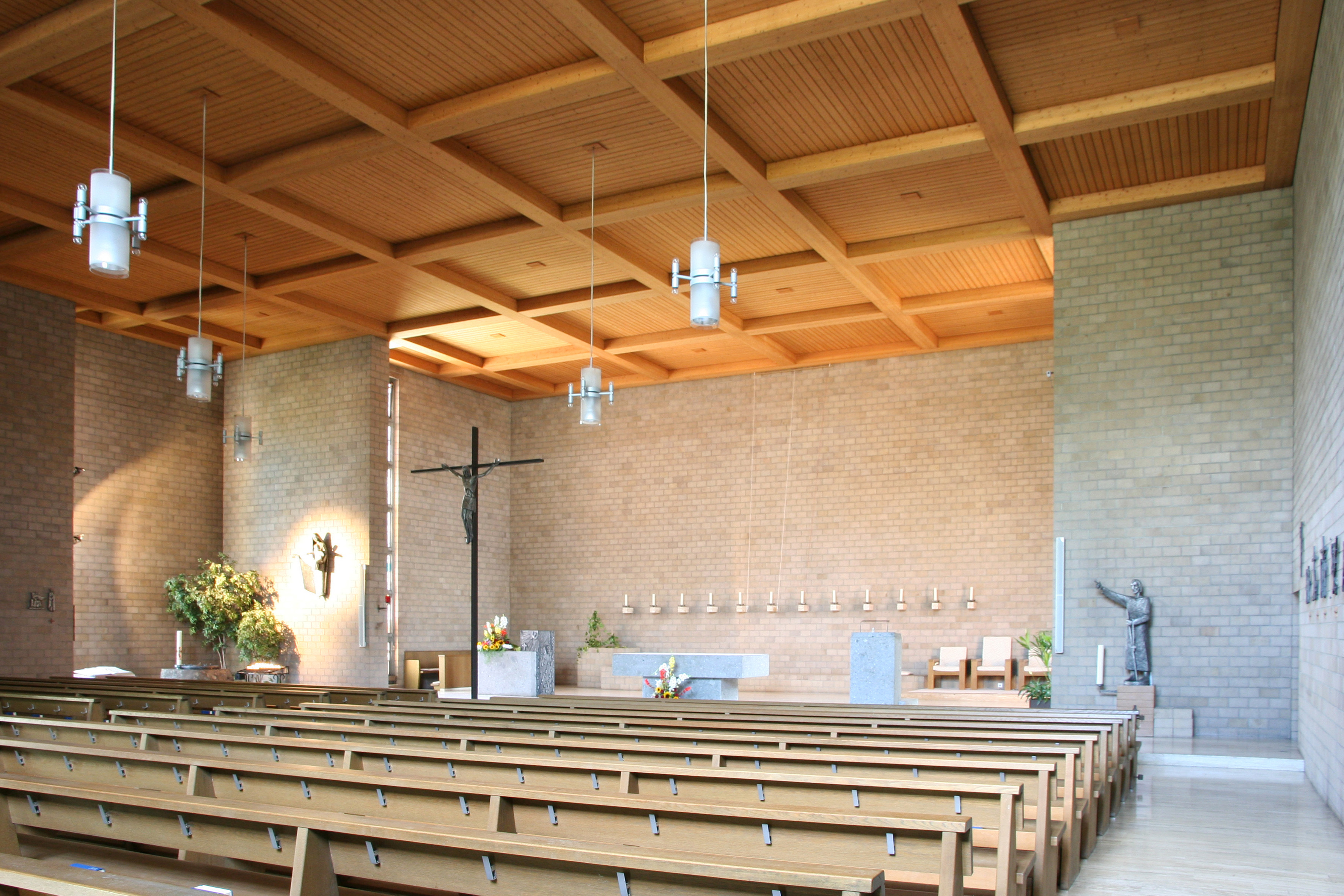
Innenansicht

| Nummer | Gewicht | Ton | Widmung                                 | Inschrift                                                                                              |
| ------ | ------- | --- | --------------------------------------- | --- |
| 1      | 2239 kg | cis | Hl. Dreifaltigkeit                      | Gepriesen sei die hlst. Dreifaltigkeit und ungeteilte Einheit, weil sie Barmherzigkeit an uns geübt.   |
| 2      | 1340 kg | e   | Muttergottes                            | Maria, Mutter der Kirche, bitte für uns!                                                               |
| 3      | 673 kg  | gis | Hl. Bruder Klaus                        | Hl. Bruder Klaus erflehe und bewahre uns den Frieden!                                                  |
| 4      | 392 kg  | h   | Abt Otmar und Märtyrerbischof Dionysius | Hl. Otmar, grosser Beter und Vater der Armen; hl. Dionys, Priester und Kämpfer Gottes, bittet für uns! |
| 5      | 274 kg  | cis | Engel                                   | Ihr Engel Gottes, preiset den Herrn, schützet und verteidiget uns!                                     |

### Innenraum
In der Folge des Zweiten Vatikanischen Konzils wurde die Kirche von Diessenhofen als Einheitsraum für die Gläubigen und den Priester gestaltet, sodass sich die Kirche als weitgespannte Halle mit kubischen Formen präsentiert. Der Altarbezirk setzt die Vorgaben der Liturgieform um, indem in dessen Mitte ein Volksaltar aufgestellt wurde. Ihm zur Seite stehen der Ambo sowie auf der linken Seite der Tabernakel. Der Taufstein, der aus einem Nagelsteinfluh-Findling gestaltet wurde, befindet sich nicht mehr wie in vorvatikanischen Kirchen beim Kircheneingang, sondern auf der linken Seite des Liturgiebezirks in einer eigens für ihn gestalteten Nische. Die Kirche bietet 330 Sitzplätze. Der Boden ist mit hellen Steinplatten belegt, die Wände sind von aussen und innen als Naturbacksteinmauern gestaltet, eine flache Holzdecke mit grossen Kassetten schliesst den Raum ab.

#### Künstlerische Ausstattung
Die Bruder-Klaus-Kirche wurde von Willi Buck, Wil SG als Gesamtkunstwerk in den Jahren 1966–1967 gestaltet. In der Mitte des breiten Chorraumes befindet sich der Volksaltar, der Jesus Christus als Zentrum des Glaubens symbolisiert. Auf der linken Seite steht das 6 Meter hohe Chorkreuz samt Corpus. An der Chorwand sind die 12 Apostelkerzen auf Steinquadern aufgereiht, rechts davon an der Wand befinden sich die Sedien für das Ministerium. Der Tabernakel ruht auf einem als Eckpfeiler gestalteten Felsblock. Die Wände des Tabernakels verweisen auf den Mannaregen im Alten Testament, Trauben und Ähren symbolisieren Brot und Wein der Eucharistie und die Lilie samt dem Hl. Geist erinnern an die Verkündigung, durch die der Übergang des Alten Bundes (Manna) auf den neuen (Eucharistie) erfolgte. Auf der rechten Seite des Chorraumes ist eine Figur des Namenspatrons der Kirche, hl. Bruder Klaus, angebracht, auf der linken, über dem Taufstein eine Muttergottes samt Jesuskind. 
Die Glasfenster thematisieren die sieben Sakramente: Beim Taufstein auf dem 7 Meter hohen Fenster sind die Sakramente als sieben blaue Schweife dargestellt, in hellem Gelb leuchten drei Segenskreuze des Tauf-Sakraments. Die beiden grossen Chorfenster zeigen die übrigen sechs Sakramente Firmung (Hl. Geist-Taube), Eucharistie (Traube und Ähren), Beichte (Die Schlange der Sünde wird durch die drei Kreuze der Lossprechung unschädlich gemacht.), Krankensalbung (Ölgefäss, Flamme und weisser Strahl), Priesterweihe (weiss-violette Stola, Kelch), Ehe (Eheringe). Das Glasfenster auf der Nordseite ist der Muttergottes gewidmet und thematisiert den Rosenkranz: Der glorreiche und der freudenreiche Rosenkranz sind links und rechts in helleren Tönen dargestellt, der schmerzhafte in der mittleren und unteren Fläche in leicht violetten Tönen. Über dieser Darstellung ist eine Krone dargestellt, die auf Maria als Königin des Rosenkranzes verweist, die 15 fraise-roten Punkte stellen die drei mal fünf Gesätze im Symbol von 15 Rosen dar. Das Glasfenster auf der Ostseite bei der Orgelempore ist als Patroziniumsfenster gestaltet. Es zeigt in der Mitte Bruder Klaus, wie er als Rottmeister die Kirche Diessenhofen und das Kloster St. Katharinental vor der Brandschatzung schützt. Der Hl. Dionys ist im roten Märtyrermantel und mit den Attributen Schwert und Palme, der Hl. Otmar mit der Rolle der Ordensregeln und den Attributen Fässchen und Bücher dargestellt. Beim Aufgang zur Orgelempore sind in einem weiteren Fenster die Harfe Davids sowie Orgelpfeifen dargestellt.

#### Marienkapelle
In der Marienkapelle befindet sich eine aus dem 15. Jahrhundert stammende Kreuzigungsgruppe, in Altsilberton ist rechts die Madonna von Fátima platziert. In den vier Fenstern der Marienkapelle werden die Symbole der Lauretanischen Litanei erkennbar: Sitz der Weisheit (Kelch), geheimnisvolle Rose, Zuflucht der Sünder, Mutter des guten Rates, Heil der Kranken, Spiegel der Gerechtigkeit, mächtige Jungfrau, Mutter des Erlösers. In der Rückwand der Kapelle sind der Morgenstern, die Arche Noah sowie der Turm Davids erkennbar. Die Bänke in der Marienkapelle bieten 50 Sitzplätze.

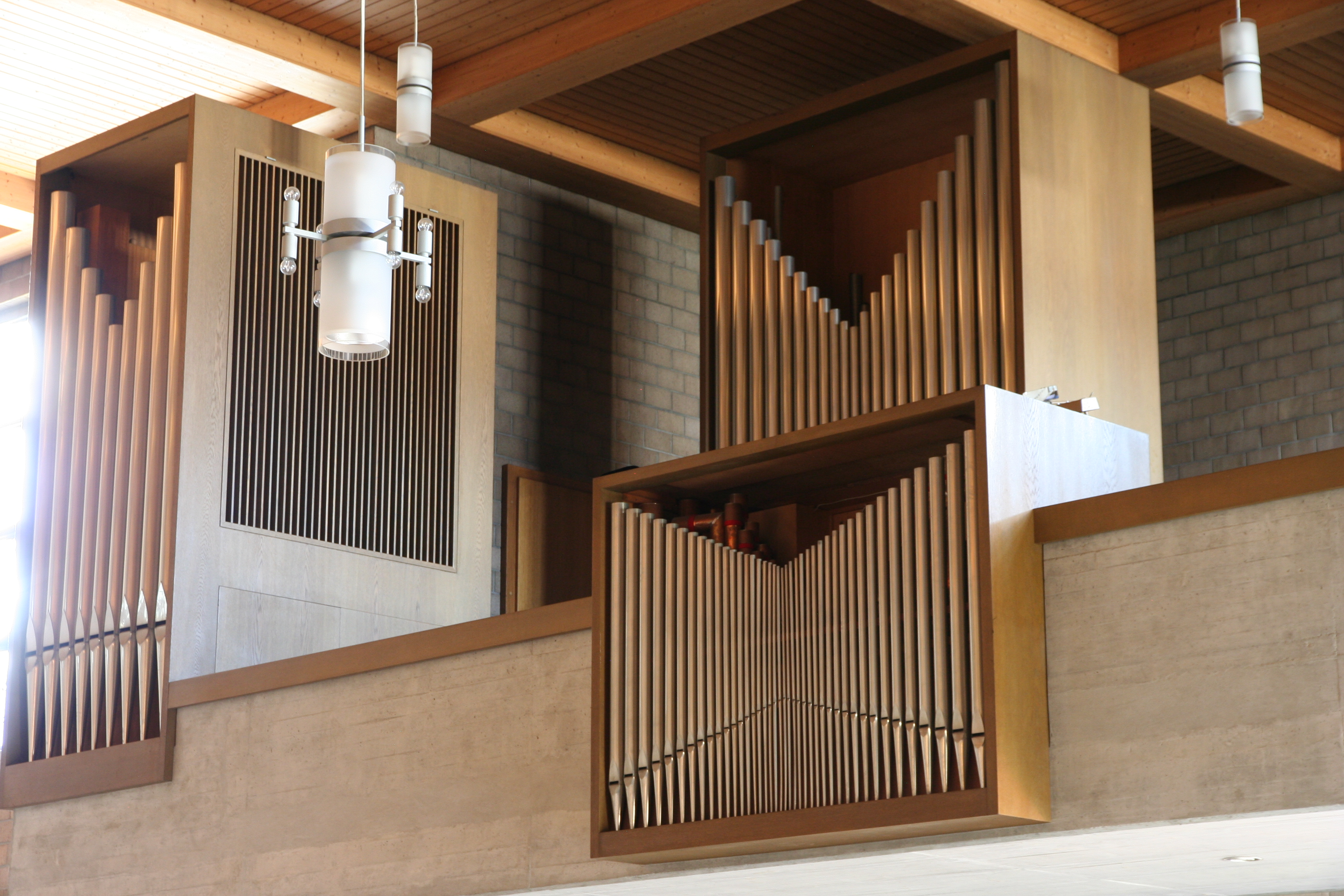
Späth-Orgel von 1969

### Orgel
1969 schuf Späth Orgelbau ein Instrument, dessen Orgelgehäuse die strengen Architekturformen der der Kirche aufnimmt, in der Disposition aber die süddeutschen Barockwerke anklingen lässt. Drei separat gestaltete Gehäuse bergen das Hauptwerk, das Rückpositiv und das Pedalwerk. Durch die unterschiedlichen Längen der Frontpfeifen entsteht ein Leerraum, der als modernes Gestaltungselement verwendet wird. 1987 erfolgte eine Revision der Orgel durch Eugen Hauser, Kaltbrunn SG.
| I Hauptwerk C–f3 |       |
| Praestant        | 8′    |
| Koppelflöte      | 8′    |
| Harfpfeife       | 8′    |
| Oktave           | 4′    |
| Hohlflöte        | 4′    |
| Nasat            | 2 ⁄3′ |
| Oktave           | 2′    |
| Mixtur           | 1 ⁄3′ |
| Schalmei         | 8′    |

| II Rückpositiv C–f3 |                |
| Gedackt (Kupfer)    | 8′             |
| Prinzipal           | 4′             |
| Holzgedackt         | 4′             |
| Sesquialter         | 2 ⁄3′ + 1 3⁄5′ |
| Flageolet           | 2′             |
| Quinte              | 1 ⁄3′          |
| Cymbel              | 1′             |

| Pedal C–f1   |         |
| Subbass      | 16′     |
| Flötbass     | 8′      |
| Spitzgedackt | 8′      |
| Choralbass   | 4′ + 2′ |
| Fagott       | 16′     |

- Normalkoppeln: II/I, I/P, II/P
- Absteller: Zungen und Mixturen
- Spielhilfen